# Ivan Il'ič Ljudnikov
Ivan Il'ič Ljudnikov (in russo Иван Ильич Людников?; Krivaja Kosa, 8 ottobre 1902, 26 settembre del calendario giuliano – Mosca, 22 aprile 1976) è stato un generale sovietico, comandante della 138. divisione di fanteria dell'Armata Rossa durante la Battaglia di Stalingrado.
La sua divisione intervenne in aiuto dei resti decimati della 62.Armata di Čujkov (che si batteva coraggiosamente in difesa della città) nel mese di ottobre, dopo il crollo delle difese sovietiche nella fabbrica di Trattori. Trasportata in tutta fretta oltre il Volga nella notte del 14-15 ottobre e impiegata immediatamente a scaglioni, contribuì in modo decisivo a frenare l'avanzata tedesca in direzione sud verso la fabbrica Barrikadij. Attaccata direttamente l'11 novembre, la divisione subì dure perdite e venne divisa in due tronconi isolati dal grosso dell'armata; ma Ljudnikov, valoroso e combattivo, riuscì a stabilizzare la situazione e a contrattaccare mantenendo le sue precarie posizioni (quasi isolate e a corto di rifornimenti) nel settore della fabbrica Barrikadij fino alla fine della battaglia.
Per la coraggiosa lotta, la 138ª divisione venne onorata del titolo di 70ª divisione della Guardia. Dopo la vittoria sul Volga Ljudnikov nel 1943 sarebbe passato al comando del 15º Corpo di fanteria e poi della 39ª Armata con cui avrebbe preso parte prima alla Operazione Bagration e poi alla liberazione dei Paesi Baltici. Nel 1945 Ljudnikov, sempre alla testa della 39.Armata avrebbe combattuto validamente nella durissima campagna in Prussia Orientale ed alla conquista finale della piazzaforte di Königsberg (9 aprile 1945).